# Michel Guérard (cocinero)

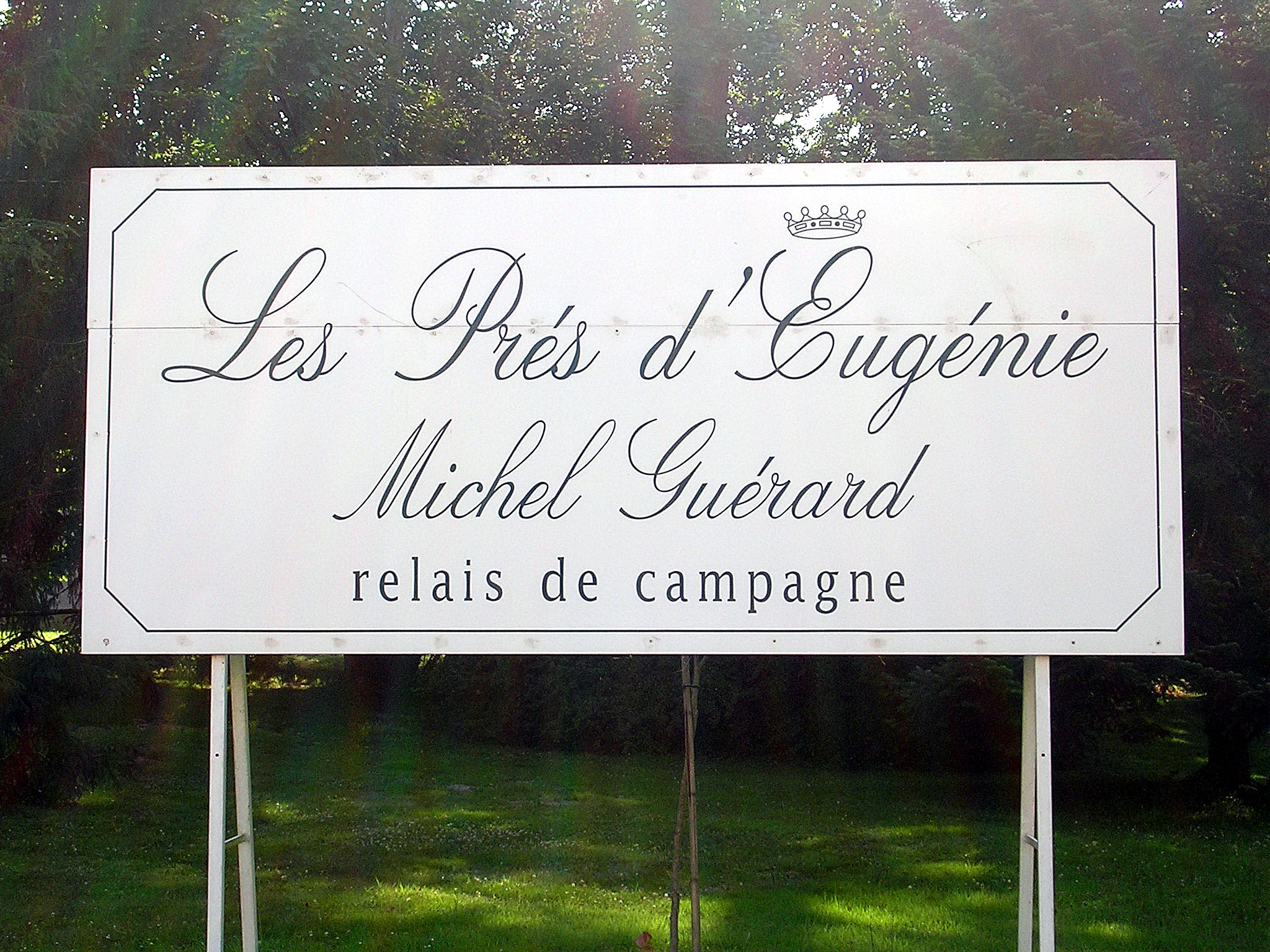
Les Prés d'Eugénie les Bains, en Eugénie-les-bains

Michel Robert-Guérard, llamado Michel Guérard, (Vétheuil, 27 de marzo de 1933-Landas, 19 de agosto de 2024) fue un chef francés. Es considerado uno de los fundadores de la nouvelle cuisine. 
Propietario del hotel-restaurant Les Prés d'Eugénie en Eugénie-les-Bains (Landas). Por otra parte, en julio de 2017, su establecimiento fue galardonado con el sello oficial de Atout France, Palace, y se convirtió en el 24.º en esta categoría. Por lo tanto, es uno de los pocos personajes que ha completado una perfección en dos áreas: restaurante gourmet, así como de gama alta de la industria hotelera.

## Trayectoria
Michel Guérard nació en 1933 en Vétheuil en el seno de una familia de carniceros y criadores. Hizo su aprendizaje profesional con el chef de pastelería Kléber Alix en Mantes desde 1950. Después de su servicio militar en la marina en 1957, fue contratado en el Hotel Crillon como chef de pastelería y chef saucier. Después de ganar el concurso de mejor obrero de Francia en pastelería, se convirtió en el chef de repostería de Lido y luego el segundo Jean Delaveyne en Camellia (2 estrellas en la Guía Michelin) en Bougival.
En 1965, se mudó a un bistró en Asnières-sur-Seine (un antiguo bistró norteafricano que compró en una subasta), que pronto se convertirá en el Pot-au-Feu, considerado una meca de la gastronomía parisina e internacional. Se convirtió en uno de los fundadores de la nouvelle cuisine al inventar su «ensalada loca» (hecha con foie gras que reemplaza a la vinagreta).
La guía Michelin roja le dio su primera estrella en 1967. En 1971, ganó una segunda estrella Michelin.
En 1974, se mudó con su esposa Christine Barthélémy (heredera de la Chaîne thermale du Soleil) a Landas, al spa de Eugénie-les-Bains, donde desarrolla una «cocina de adelgazamiento» particularmente sabrosa, esto es lo que le valió la portada de Time.
Se convirtió en el primer gran chef en unirse a la industria agroalimentaria mediante el desarrollo de platos congelados para la marca Findus de Nestlé (en particular al inventar los «Pithiviers laminados con berros y mantequilla blanca»).
En 1977, escribió La cuisine gourmande, recibió 3 estrellas Michelin y 4 toques rojos en la guía Gault et Millau (nota 19.5 / 20).
En 1983, compró las bodegas y viñedos de Château de Bachen y creó la primera granja termal en 1996. En 2010, fue nombrado presidente de Rencontres François Rabelais. En septiembre de 2013, inauguró su escuela de cocina de salud, el Instituto Michel Guérard, el primer centro nacional de educación en cocina de salud, en Eugénie-les-Bains, y acogió a una veintena de estudiantes.
Con su esposa, fue propietario hasta 2014 del castillo de Ilbarritz.
En 2017 se celebran los 40 años de sus 3 estrellas Michelin.

## Platos reputados
- 1968: la ensalada gourmet; Por primera vez, una ligazón entre el vinagre y el foie gras.[5]

- 1972: el loup en algas: creado por Michel Guérard, es Paul Bocuse quien reveló la receta en su libro La cocina del mercado.

- 1976: langosta en la chimenea; cocción lenta y flexible, gracias a la chimenea que este cocinero aprecia.[5]

- 1976: confit Byaldi, que tuvo su momento de gloria en 2007, a través de la película Ratatouille.

- 2007: la langosta de los pescadores de luna; sumergida en armagnac blanco.[5]

 * 2011: ternera sobre la madera y bajo las hojas; De nuevo una cocina delicada en la chimenea.

## Condecoraciones
- Officier de la Légion d'honneur[8]
- Ordre national du Mérite
- Ordre des Arts et des Lettres
- Ordre du Mérite agricole
- Ordre des Palmes académiques

## Maestros de Michel Guérard
- Édouard Nignon (1865-1934)
- Jean Delaveyne

## Cocineros formados en losPrés d'Eugénie
- Los 3-estrellas Michelin : Alain Ducasse, Michel Troisgros, Gérald Passédat, Sébastien Bras, Daniel Boulud, Massimiliano Alajmo, Arnaud Donckele,  Arnaud Lallement
- Los 2-estrellas Michelin : Christopher Coutanceau, Michel Sarran, Laurent Petit, Alexandre Bourdas.